# Saint-Saury
Saint-Saury é uma comuna francesa na região administrativa de Auvérnia-Ródano-Alpes, no departamento de Cantal. Estende-se por uma área de 31,57 km². Em 2010 a comuna tinha 186 habitantes (densidade: 5,9 hab./km²).